# Hannah Harper
Pour les articles homonymes, voir Harper.

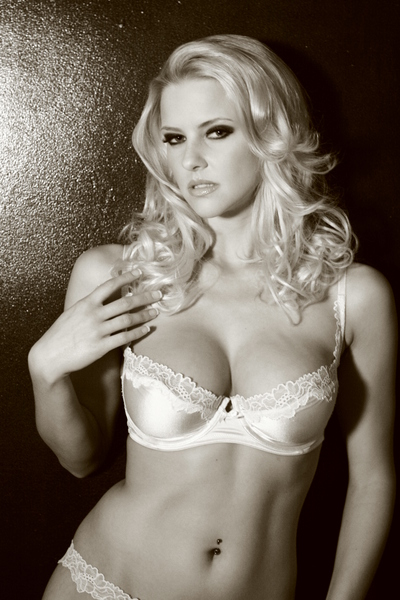

Hannah Harper, née le 4 juillet 1982 dans le Devon, est une actrice pornographique, mannequin, et réalisatrice britannique.

## Biographie
En 2000, Hannah commença le mannequinat à Londres. Les années suivantes, Elle alla à Los Angeles pour faire des séances photos puis déménagea pour cette ville.
Elle est apparue plusieurs fois dans les magazines pour adulte High Society et Club International. En outre, elle a été désignée Pet of the Month par le magazine Penthouse en avril 2002.
Hannah est apparue dans quelques vidéos pornographiques muettes et amateurs avant de travailler avec Ben Dover pour son premier film professionnel. Elle signa alors des contrats d'exclusivité avec les studios Legend Entertainment et Sin City.
Depuis 2008, elle a mis un terme à sa carrière pornographique et n'a plus joué que dans la série Co-Ed Confidential (en), entre 2007 et 2009, et deux téléfilms érotiques.

## Filmographie sélective
Films et séries érotiques
- 2009 : Busty Cops: Protect and Serve! : Chloe
- 2007-2009 : Co-Ed Confidential (en) : Ophelia
- 2009 : Crustacean : Brittany Jones

Films pornographiques
- 2001 : The 4 Finger Club 16
- 2002 : Les Campeuses de Saint-Tropez
- 2003 : Pussy Foot'n 7
- 2004 : Anal Delinquents 1
- 2005 : Anal Beauties
- 2006 : Pink Paradise 1
- 2007 : Pussy Treasure
- 2008 : Fantasy All Stars 9
- 2010 : I Love Anal (compilation)
- 2011 : Pink Zone (compilation)
- 2012 : Me and My BFF Threeway (compilation)
- 2013 : Wild Sex Orgies (compilation)
- 2014 : Randy Lesbian Teens (compilation)
- 2015 : Hot Sluts In Heat Looking For Meat (compilation)